# Cornelis Jonker
Cornelis Wilhelm Jonker (ur. 29 marca 1909 w Amsterdamie, zm. 28 lutego 1987 w Steinach am Brenner) – holenderski żeglarz, dwukrotny olimpijczyk.
Na regatach rozegranych podczas Letnich Igrzysk Olimpijskich 1936 wystąpił w klasie klasie 6 metrów zajmując 8 pozycję. Załogę jachtu DeRuyter tworzyli również Herman Looman, Ernst Moltzer, Ansco Dokkum i Joop Carp.
Dwanaście lat później zajął zaś 8. miejsce w klasie Dragon na jachcie Joy. Załogę uzupełniali wówczas Biem Dudok van Heel i Wim van Duyl.